# Querelle de Brest
Querelle de Brest es una novela de Jean Genet, publicada en 1947.

## Resumen
Un marinero, Georges (conocido como Jo) Querelle, baja a Brest. Guapo y varonil, atrae al lugarteniente de un barco. Pero Querelle se entrega a Nono, el propietario de Féria, uno de los burdeles del puerto de Brest, jugando al juego de los dados, movido por la necesidad. Si gana, puede acostarse con la madam Lysianne, y si pierde, es el jefe Nono quien puede sodomizarlo. También se entrega a un policía y frecuenta a un joven asesino, Gil. Querelle también mató anteriormente a un joven homosexual con el que estaba teniendo una aventura.
Esta novela destaca por su escritura, un francés medio desde la perspectiva de Querelle, un francés refinado en los íntimos cuadernos del teniente. El mar y la neblina hacen las veces de metáfora para sugerir un ambiente promiscuo que evoca el crimen y el amor entre hombres. La primera edición de 1947 venía acompañada de veintinueve dibujos eróticos realizados por Jean Cocteau, lo que en su momento fue escandaloso, ante tal hecho, en 1952 Genet fue condenado a 8 meses de prisión y una sustancial multa.
Una canción recurrente se menciona varias veces a lo largo de la novela, L'Étoile du marin (La estrella del marinero), atribuida al dúo Bénech y Dumont y creada por Gaston Dona.

## Adaptación
- 1982: Querelle, película franco-alemana de Rainer W. Fassbinder, basada en la novela Querelle de Brest, con Brad Davis, Franco Nero y Jeanne Moreau.[6][7]